# Monomma abyssinicum
Monomma abyssinicum là một loài bọ cánh cứng trong họ Zopheridae. Loài này được Gestro miêu tả khoa học năm 1872.